# سن الاستقلال
إن سن الاستقلال هو مصطلح من اللغة المحلية في الثقافة الشعبية ويستخدم لوصف العمر الذي يترك فيه الشباب نظام الرعاية الرسمية المصمم لتقديم الخدمات للأطفال تحت عمر معين.
وهناك عدة استخدامات مختلفة للمصطلح في مجال تنمية الشباب. وعندما يأتي هذا المصطلح مع نظام الرعاية البديلة فهو يشير إلى عملية انتقال الشباب من السيطرة الرسمية لنظام الرعاية البديلة إلى المعيشة المستقلة. ويستخدم لوصف الوقت الذي يترك فيه الشاب العوامل المختلفة للرعاية البديلة والتي تتضمن المنزل والمدرسة والأنظمة المالية. وتقوم خدمات المواطنة والهجرة في الولايات المتحدة الأمريكية بتعريف حالة "سن الاستقلال" على أنها: "وضع يشير إلى التماس المرء لأن يصبح مقيم شرعي دائم وهو طفل وفي أثناء الوقت الذي ينقضي في مراجعة طلبه، يصل الطفل لعمر 21 عامًا ويبلغ سن الاستقلال.

## الاستخدامات
يؤثر سن الاستقلال على الشباب الواقع تحت سيطرة الرعاية البديلة بطرق شتى، وعادةً ما يُستخدم المصطلح لإبراز المشكلات التي تواجهها أساليب الرعاية البديلة التقليدية. ويصل حوالي 30000 مراهق في نظام الرعاية البديلة إلى سن الاستقلال كل عام في الولايات المتحدة.
ويُستخدم المصطلح كذلك في قواعد فريق الطبول العالمي والتي تقر أن أعضاء الفريق الذين يبلغون من 18 إلى 21 عامًا لا يمكنهم المشاركة في المسابقات العالمية.

### الإحصائيات
تقر رابطة رعاية الأطفال الأمريكية أن ما يقرب من 36% من الشباب المستفيد من الرعاية البديلة والذين بلغوا سن الاستقلال وخرجوا من النظام أصبحوا بلا مأوى، وتبلغ نسبة العاطلين عن العمل منهم حوالي 56%، وتم سجن 27% من الذكور. وذكرت صحيفة سان فرانسيسكو كرونيكل إن ما يقل عن نصف الشباب الذين بلغوا سن الاستقلال يتخرجون من الثانوية العامة مقارنة بنسبة 85% من جميع الشباب الذين تتراوح أعمارهم من 18 إلى 24؛ ويتخرج أقل من 1 من كل 8 من كلية أربع سنوات؛ ولم يتمكن ثلثاهما من الاحتفاظ بوظيفة لمدة عام؛ وما يقل عن 1 من كل 5 قادرين على دعم أنفسهم بالكامل؛ وما يزيد عن ربع الذكور من الشباب قد قضوا مدة بالسجون؛ و4 من كل 10 أصبحوا آباءً وأمهات كنتيجة للحمل غير المخطط وغير المرغوب فيه.

## الاستجابات
في عام 1970، بدأت فقرة 10 (Title X) من قانون الخدمات الصحية العامة في دعم برنامج تنظيم الأسرة الفيدرالي، والمصمم لتوفير الموارد للخدمات الصحية والإرشاد للأفراد الفقراء غير المؤمن عليهم والذين قد يفتقدون إلى نظام رعاية صحية، ومنهم الشباب الذين بلغوا سن الاستقلال عن نظام الرعاية البديلة. ويقوم برنامج تجميع العائلات (FUP) التابع لوزارة الإسكان والتنمية الحضرية في الولايات المتحدة بتقديم قسائم السكن للشباب الذين بلغوا سن الاستقلال عن نظام الرعاية البديلة.
ويوجد لدى إدراة خدمات الطفولة (ACS) والمكتب الفيدرالي لسياسة الإسكان والتنمية بالتعاون مع هيئة الإسكان في مدينة نيويورك قانون تابع لفقرة 8 يضع الشباب الذين بلغوا سن الاستقلال عن نظام الرعاية البديلة في الأولوية.
قام الرئيس كلينتون في عام 1999 بتوقيع قانون استقلال الرعاية البديلة والذي ضاعف التمويل الفيدرالي لبرامج المعيشة المستقلة ووفر التمويل لبرامج الوقاية من إدمان المخدرات والتأمين الصحي للشباب التابع سابقًا لنظام الرعاية البديلة حتى عمر 21 عامًا.
ولقد بدأت الآن برامج وقوانين مثل برنامج Chafee لاستقلال الرعاية البديلة (CFCIP) في إحراز تقدم في وضع أساليب لتعويض الأطفال التابعين لنظام الرعاية البديلة والذين بلغوا سن الرشد. وسيتم تمويل هذا البرنامج بمبلغ 140 مليون دولار مع تقديم 20% من هذا المبلغ عن طريق حكومة الولاية.

## وصلات خارجية
- Aging Out – 2004 PBS Documentary نسخة محفوظة 13 يناير 2013 at Archive.is
- IMDB Page for Aging Out Documentary
- "The Original Foster Care Survival Guide" website. Presents the wisdom and knowledge needed to successfully transition from foster care to adulthood. Written by an attorney that was in foster care.